# Cratere Mahuika
Il cratere Mahuika è una struttura sottomarina che si ipotizza essere un cratere meteoritico. 
Il cratere ha circa 20 km di diametro ed è profondo oltre 150 metri rispetto al circostante fondale marino, profondo in quel luogo circa 300 metri. Il cratere, a cui è stato dato il nome dell'omonima dea del fuoco dei Maori, è situato sul bordo occidentale della piattaforma marina circostante la Nuova Zelanda.
La struttura è stata scoperta dalla ricercatrice Dallas Abbott e da suoi colleghi del Lamont-Doherty Earth Observatory dell'Università della Columbia di New York. Abbott ed altri hanno ipotizzato nel 2003 che un grande impatto meteorico spiegherebbe meglio di un terremoto le evidenze geologiche ed antropologiche rinvenute: nel 2005 Abbott ha calcolato, basandosi su anomalie chimiche, fossili e minerali, trovate in una carota di ghiaccio estratta dal Siple Dome in Antartide, interpretate come dovute all'impatto, che esso sia accaduto attorno al 1443 d.C., dando origine anche allo tsunami che ha lasciato tracce fino a 130 metri sul livello del mare a Jervis Bay in Australia.
Il cratere sarebbe stato creato dall'impatto di una cometa di circa 1 km di diametro con la Terra: sulla base del ritrovamento di tectiti si ritiene che la cometa prima dell'impatto abbia percorso una traiettoria intratmosferica da Nord-Ovest a Sud-Est.
È stato ipotizzato che l'impatto all'origine del cratere Mahuika sia stato all'origine anche dell'inizio della Piccola era glaciale.